# Touch the World
Touch the World è il quattordicesimo album discografico del gruppo musicale statunitense Earth, Wind & Fire, pubblicato nel 1987 dalla CBS Records e trainato dal 45 giri (e 12" Extended Version) System of Survival.

## Tracce
Lato 1
1. System of Survival – 4:59
2. Evil Roy – 4:51
3. Thinking of You – 4:41
4. You and I – 4:03
5. Musical Interlude: New Horizons – 2:01

Lato 2
1. Money Tight – 4:36
2. Every Now and Then – 4:21
3. Touch the World – 5:15
4. Here Today and Gone Tomorrow – 3:59
5. Victim of the Modern Heart – 3:48